# Karl-May-Straße (Radebeul)
Die Karl-May-Straße ist eine gut 200 Meter lange Innerortsstraße der sächsischen Stadt Radebeul, in der Ursprungsgemarkung Radebeul selbst.

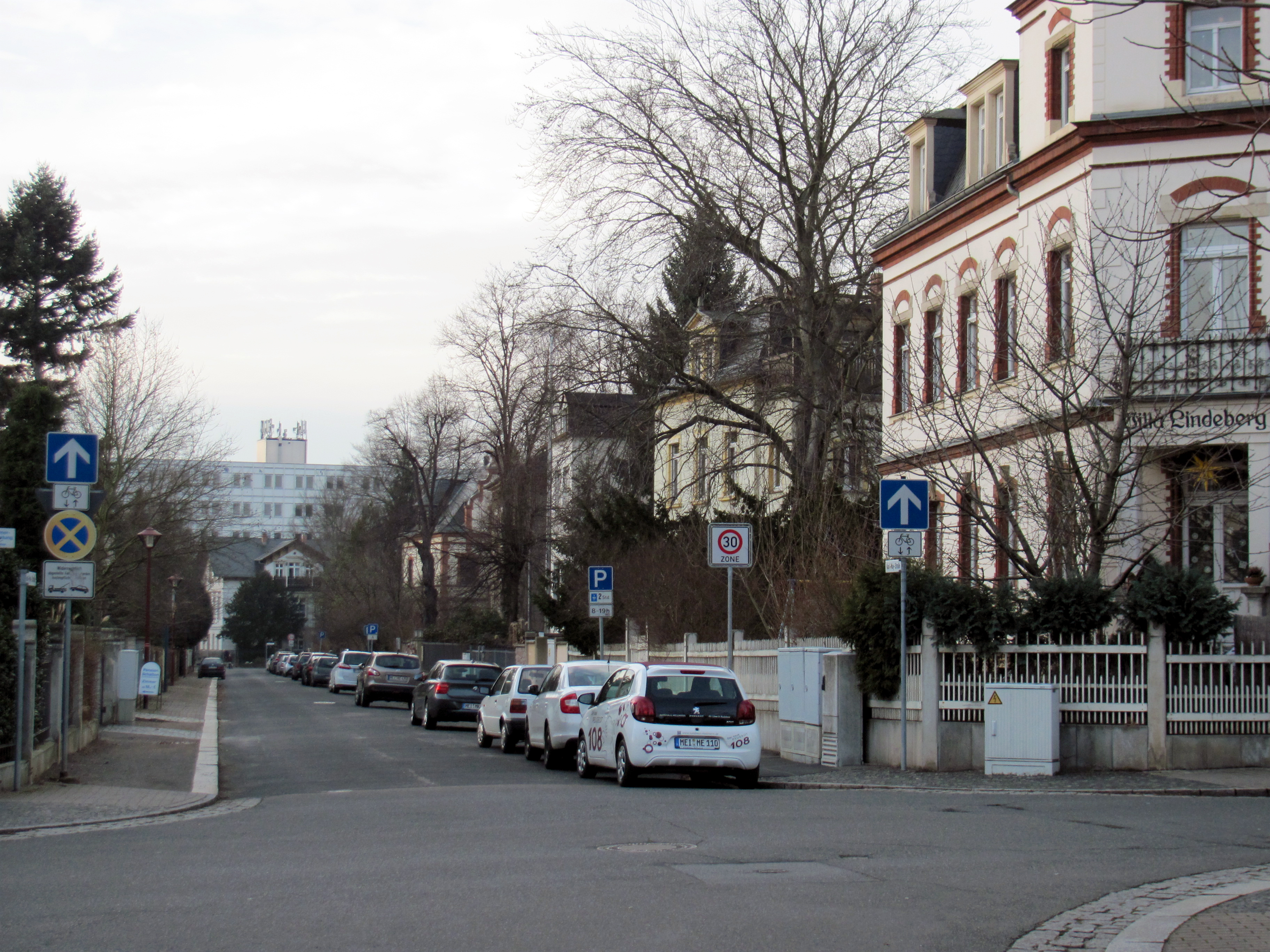
Karl-May-Straße, Einbahnstraße von der Schildenstraße aus. Rechts an der Ecke die Villa Lindeberg, zwei Häuser weiter ist das Karl-May-Museum

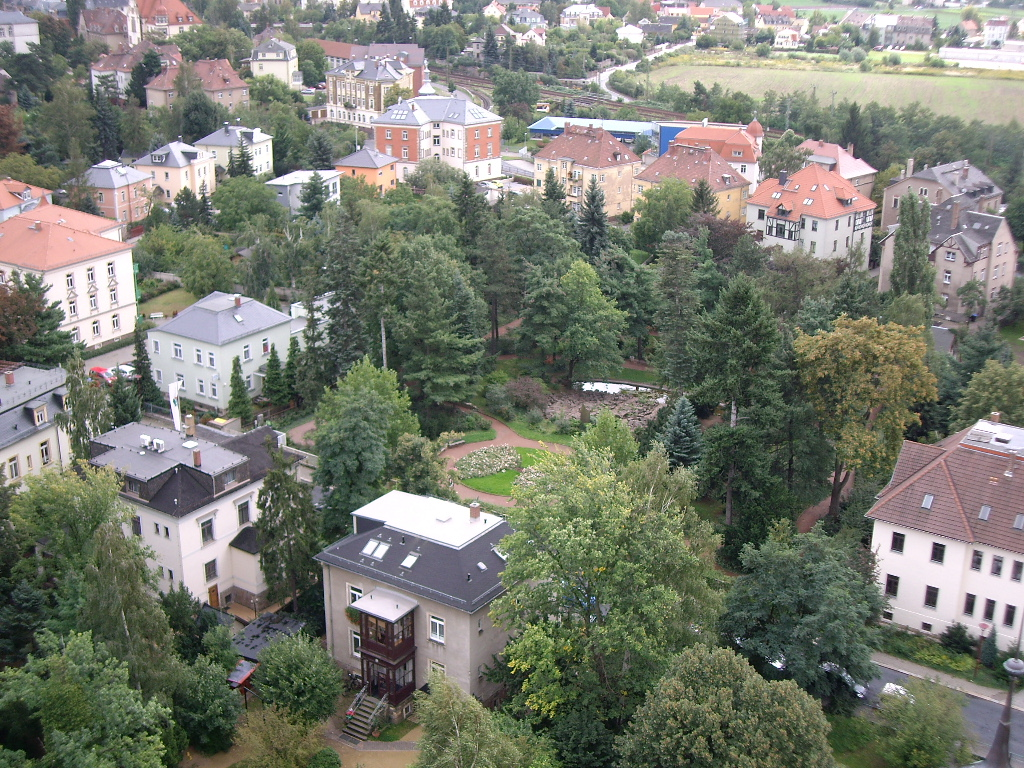
Blick vom Turm der Lutherkirche auf die Karl-May-Straße und in den Karl-May-Hain

Villa „Shatterhand.“ in der Kirchstraße (rechts von der Villa vor der Lutherkirche). Bildmitte: Mays Obstgarten, heute der Karl-May-Hain.

## Bebauung
Die Benummerung der Hausadressen beginnt an der Schildenstraße. Die ungeraden Nummern liegen auf der Nordseite (rechts), während die geraden Nummern im Süden liegen.
Mehrere der an der Karl-May-Straße liegenden Gebäude stehen unter Denkmalschutz und sind daher in der Liste der Kulturdenkmale in Radebeul (Gemarkung) aufgeführt, teilweise unter Adressen von Nebenstraßen:
- Villa Lindeberg (Nr. 1), Nr. 2, Karl-May-Museum (denkmalgeschütztes Ensemble Nr. 5 mit Garten und Villa „Shatterhand.“, Villa Bärenfett sowie gegenüberliegendem Karl-May-Hain), Rückseite der Lutherkirche (Kirchplatz 1) mit dem alten Gemeindehaus (Kirchplatz 2, ehemals Karl-May-Straße 11), Nr. 8, Sonntags Heim (Nr. 13). Am Ende der Straße liegt gegenüber die Schumannstraße 5.

Mays Villa Shatterhand wird im Dehio-Handbuch als Beispiel einer „italianisierenden Renaissance“ aufgeführt.

## Namensgebung
Die Straße beginnt etwas auf halber Höhe der Schildenstraße zwischen Meißner Straße und Pestalozzistraße, gegenüber der Hölderlinstraße (ehemals Moritzstraße). Nach dem Straßenausbau der Planstraße XI um 1890 und der Erschließung der umliegenden Feldflur auf dem ehemaligen Ackerland „Oberzeilen“ durch die Gebrüder Ziller erhielt die Straße nach Übergabe an die Gemeinde 1892 den Namen Kirchstraße, da sie die Rückseite der Radebeuler Kirche, der Lutherkirche, erschloss. Die Straße führt zur Schumannstraße, die 1891 gewidmet wurde.
Zwischen 1932 und 1945 hieß die Straße bereits Karl-May-Straße, nach dem dort in der Straße bis zu seinem Tod 1912 wohnenden Schriftsteller Karl May.
Nach dem Zweiten Weltkrieg wurde 1945 die östlich der Schildenstraße gegenüberliegende Moritzstraße in Hölderlinstraße (Radebeul) umbenannt und gleichzeitig wurde die in der Verlängerung liegende Kirchstraße zum Teil der Hölderlinstraße umgewidmet. Dieser Zustand währte bis 1985, als die beiden Straßenteile wieder getrennt wurden und die ehemalige Karl-May-Straße ihren vormaligen Namen zurückerhielt.

## Bewohner
Der Karl-May-Illustrator Carl Lindeberg wohnte in der Karl-May-Straße 1. Das Mietshaus wurde nach ihm etwa 2003 von seinen Eigentümern Villa Lindeberg benannt.
Der Schriftsteller und Pädagoge Alwin Freudenberg wohnte in der Karl-May-Straße 2.
Der Schriftsteller Karl May erwarb mit seiner Villa „Shatterhand.“ in der Kirchstraße 5 sein erstes eigenes Heim, das er zusammen mit seiner ersten Frau Emma May und später mit Klara May bewohnte. Diese bewohnte bis zu ihrem Tod 1944 die Villa, von wo aus sie als Mays Universalerbin und Testamentsvollstreckerin handelte. In den 1920er Jahren ließ sie hinten im Grundstück ein Blockhaus errichten, die Villa Bärenfett, in der der Artist und Indianerforscher Patty Frank als Museumsleiter lebte und seine Indianerausstellung der Öffentlichkeit präsentierte.